# Бинга
Бинга (енгл. Binga District) је град у Зимбабвеу у провинцији Матабелеленд Север.